# Coupe du Maroc de football 2012
Navigation
Édition précédente Édition suivante
La saison 2012 de la Coupe du Trône est la cinquante-sixième édition de la compétition.
La finale est jouée entre les FAR de Rabat et le Raja Club Athletic, et elle est remportée par ce dernier qui s'adjuge son 7e titre de la compétition.

## Déroulement

### 5etour
| Date        | Club Domicile                            | Résultat            | Club Extérieur                    | Stade                         |
| ----------- | ---------------------------------------- | ------------------- | --------------------------------- | ----------------------------- |
| 3 juin 2012 | Hassania Akdez                           | 1 - 0               | Rapide Club de Oued-Zem           |                               |
| 3 juin 2012 | Mouloudia Club d'Oujda                   | 4 - 1               | Association sportive de Martil    | Stade d'Honneur d'Oujda       |
| 3 juin 2012 | Club Rachad Bernoussi                    | 2 - 1               | Mouloudia Club de Laâyoune        | Complexe Bernoussi            |
| 3 juin 2012 | Stade Marocain                           | 1 - 1 0 - 3 t.a.b   | Union de Sidi Kacem               | Stade Ahmed Chhoude           |
| 3 juin 2012 | Chabab Atlas de Khénifra                 | 3 - 1               | Union Sportive de Témara          | Stade municipal de Khénifra   |
| 3 juin 2012 | Union sportive municipal de Aït Melloul  | 0 - 0 4 - 5 t.a.b   | Amal Souk Sebt Oulad Nemma        | Stade municipal d'Aït Melloul |
| 3 juin 2012 | Amal Club de Mechra Bel Ksiri            | 3 - 0               | Association sportive Qods de Taza | Stade municipal de Belksiri   |
| 3 juin 2012 | Club Renaissance d'El Khemis des Zemamra | 3 - 1               | Association Union Fath d'Inezgane | Stade El Massira              |
| 3 juin 2012 | Association sportive de Salé             | 1 - 0               | Renaissance sportive de Berkane   | Stade Boubker Ammar           |
| 3 juin 2012 | Wydad sportive de Témara                 | 0 - 0 4 - 5 t.a.b   | Club Chabab de M'rirt             | Stade de Témara               |
| 6 juin 2012 | Olympique Club de Marrakech              | 1 - 2               | Raja de Beni Mellal               | Stade El Harti                |
| 7 juin 2012 | Sporting Club Chabab de Mohammédia       | 3 - 0               | IR Tanger                         | Stade El Bachir               |
| 7 juin 2012 | Kawkab Athlétique Club de Marrakech      | 4 - 2               | Racing Athlétic de Casablanca     | Stade El Harti                |
| 7 juin 2012 | Club Athlétique Youssoufia de Berrechid  | 2 - 2 17 - 16 t.a.b | Jeunesse sportive de Kasba Tadla  | Stade municipal de Berrechid  |
| 7 juin 2012 | Tihad Athlétique Sport de Casablanca     | 1 - 1 6 - 5 t.a.b   | Club Chabab de Houara             | Stade Larbi Zaouli            |
| 9 juin 2012 | Union sportive musulmane d'Oujda         | 0 - 0 3 - 4 t.a.b   | Union sportive de Mohammédia      | Stade d'Honneur d'Oujda       |

### Seizième de finale
| Date               | Club Domicile                   | Résultat          | Club Extérieur                 | Stade                            |
| ------------------ | ------------------------------- | ----------------- | ------------------------------ | -------------------------------- |
| 13 août 2012 22h30 | Chabab Mohammédia               | 2 - 3 a.p         | Wydad de Casablanca            | Complexe Mohamed V               |
| 14 août 2012 22h30 | Difaâ d'El Jadida               | 0 - 1             | Amal Souk Sebt                 | Stade El Abdi                    |
| 16 août 2012 22h30 | Ittihad Khemisset               | 0 - 2             | FAR de Rabat                   | Stade d'honneur de Meknes        |
| 17 août 2012 22h30 | FUS Rabat                       | 1 - 3             | Mouloudia Club d'Oujda         | Complexe Sportif Moulay-Abdallah |
| 18 août 2012 22h30 | Moghreb de Tetouan              | 2 - 3             | Chabab Atlas Khénifra          | Stade Saniat Rmel                |
| 23 août 2012 17h00 | Club de Kasr Lakbir             | 1 - 1 3 - 5 t.a.b | Chabab Rif Al Hoceima          | Stade Municipal de Larache       |
| 24 août 2012 17h00 | AS Salé                         | 6 - 0             | Union Sidi Kacem               | Stade Boubker Ammar              |
| 24 août 2012 20h00 | Chabab Mrirt                    | 1 - 1 3 - 4 t.a.b | Wydad de Fes                   | Stade d'honneur de Meknès        |
| 25 août 2012 14h30 | TAS de Casablanca               | 3 - 0             | Rachad Bernoussi               | Stade Larbi Zaouli               |
| 25 août 2012 15h00 | KAC de Kénitra                  | 0 - 1             | CODM de Meknes                 | Stade municipal de Kénitra       |
| 25 août 2012 17h00 | Raja de Beni Mellal             | 3 - 1             | Jeunesse Sportive El Massira   | Stade municipal de Kasba Tadla   |
| 26 août 2012 16h00 | Olympique de Safi               | 0 - 2             | Raja Club Athletic             | Stade El Massira                 |
| 26 août 2012 17h00 | Rapide Oued Zem                 | 0 - 5             | Kawkab Athletic Club Marrakech | Stade municipal de Kasba Tadla   |
| 26 août 2012 20h00 | Hassania d'Agadir               | 2 - 1             | Youssoufia Berrechid           | Stade Al Inbiâate                |
| 27 août 2012 17h00 | Club Renaissance Khemis Zemamra | 1 - 2 a.p         | Olympique de Khouribga         | Stade El Massira                 |
| 28 août 2012 17h00 | Union de Mohammedia             | 0 - 1             | Maghreb de Fes                 | Stade Bachir                     |

### Huitièmes de finale
| Date               | Club Domicile          | Résultat          | Club Extérieur                 | Stade                          |
| ------------------ | ---------------------- | ----------------- | ------------------------------ | ------------------------------ |
| 31 août 2012       | Mouloudia Club d'Oujda | 1 - 0             | Amal Souk Sebt                 | Stade d'honneur d'Oujda        |
| 31 août 2012       | Wydad de Fes           | 1 - 1 2 - 4 t.a.b | Kawkab Athletic Club Marrakech | Complexe sportif de Fes        |
| 1er septembre 2012 | Tihad Casablanca       | 2 - 3             | FAR de Rabat                   | Stade Larbi Zaouli             |
| 1er septembre 2012 | Raja Club Athletic     | 2 - 1             | Hassania d'Agadir              | Complexe Mohamed V             |
| 2 septembre 2012   | Raja de Beni Mellal    | 2 - 1             | Maghreb de Fes                 | Stade municipal de Kasba Tadla |
| 2 septembre 2012   | Chabab Rif Al Hoceima  | 1 - 0             | CODM de Meknes                 | Stade Mimoune El Asri          |
| 3 septembre 2012   | AS Salé                | 0 - 0 3 - 1 t.a.b | Chabab Atlas Khénifra          | Stade Boubker Ammar            |
| 8 septembre 2012   | Olympique de Khouribga | 0 - 1             | Wydad de Casablanca            | Complexe OCP                   |

### Quarts de finale
| Date                  | Club Domicile | Résultat | Club Extérieur | Stade                |
| --------------------- | ------------- | -------- | -------------- | -------------------- |
| 14 octobre 2012 16h30 | AS Salé       | 1 - 0    | MC Oujda       | Stade Boubker Ammar  |
| 15 octobre 2012 21h00 | Raja BM       | 0 - 1    | Wydad AC       | Complexe OCP         |
| 16 octobre 2012 21h00 | KAC Marrakech | 0 - 1    | Raja CA        | Stade de Marrakech   |
| 17 octobre 2012 21h00 | CR Al Hoceima | 1 - 2    | FAR Rabat      | Stade Mimoun-Al-Arsi |

### Demi-finale
| Date                    | Club Domicile | Résultat          | Club Extérieur | Stade                            |
| ----------------------- | ------------- | ----------------- | -------------- | -------------------------------- |
| 6 novembre 2012 à 14h00 | Wydad AC      | 1 - 3 a.p.        | Raja CA        | Stade Mohamed V                  |
| 6 novembre 2012 à 14h00 | AS Salé       | 2 - 2 3 - 4 t.a.b | FAR Rabat      | Complexe sportif Moulay-Abdallah |

### Finale
| 18 novembre 2012 | FAR de Rabat                                      | 0 - 0 a.p.        | Raja Club Athletic                                | Complexe sportif Moulay-Abdallah                     |                                                      |
| 16h30            |                                                   |                   |                                                   | Spectateurs : 50 000 Arbitrage : Rachid Boulehouajeb | Spectateurs : 50 000 Arbitrage : Rachid Boulehouajeb |
| 16h30            | Saidi · El Bakkali · Hammal · El Kordi · Kaddioui | Tirs au but 4 - 5 | Chtibi · Moutouali · Mabide · Abourazzouk · Salhi | Spectateurs : 50 000 Arbitrage : Rachid Boulehouajeb | Spectateurs : 50 000 Arbitrage : Rachid Boulehouajeb |